# Hexatoma nimbipennis
Hexatoma nimbipennis är en tvåvingeart. Hexatoma nimbipennis ingår i släktet Hexatoma och familjen småharkrankar.

## Underarter
Arten delas in i följande underarter:
- H. n. nimbipennis
- H. n. stygipes